# Daihatsu Rocky
Der japanische Daihatsu Rugger, in Europa zumeist als Daihatsu Rocky verkauft und für manche Märkte auch Daihatsu Taft benannt, ist ein Geländewagen des Automobilherstellers Daihatsu. Er ist nicht mit dem kleineren Daihatsu Feroza zu verwechseln, obwohl dieser in manchen Ländern auch als Rocky verkauft wurde.

## 1. Generation (1984–2002)
Das Auto wurde ab 1984 gebaut und löste den Daihatsu Taft / Wildcat – das erste Fahrzeug der Marke Daihatsu, das in Deutschland verkauft wurde – (Baureihen F1, F2, F5 und F6) von Daihatsu ab, wurde aber auch bis zum Modelljahr 1988 als Wildcat verkauft.
Er wurde in der F7-Baureihe (F70 kurzer Radstand – offen oder geschlossen, F75 langer Radstand – mit nicht demontierbarem Hardtop, F77 Pickup) mit 78 PS-Saugdiesel, 2,8 l Hubraum und der F8-Baureihe (F80 kurzer Radstand, F85RV langer Radstand und F87 Pickup) mit 2-Liter-Benzinmotor angeboten.
In altbewährter Geländewagentradition wurden die robusten Merkmale Starrachsen und Blattfedern, vorne und hinten, aus dem Taft übernommen. Zudem wurde an der Vorderachse ein Querstabilisator und an der Hinterachse eine variable Differentialsperre (eine so genannte Reibsperre) verbaut, welcher der Fahrsicherheit im Gelände und auf der Straße dient. Der F75 verfügte noch über eine in drei Stufen (hart, mittel, weich) verstellbare Federung. Bemerkenswert war die für diesen relativ kleinen Geländewagen die hohe Anhängelast von 2,1 t(gebremst) mit einer Stützlast von 100 kg.
1987 wurde der 2,8-Liter-Dieselmotor mit einem Turbolader nachgerüstet, der nun 67 kW (91 PS) Leistung erbringen konnte. 1991 wurde dieser Motor noch einmal modernisiert, indem er einen Ladeluftkühler und geänderte Kolben bekam und somit die Leistung auf 102 PS anwuchs. Dieser Motor wurde unverändert bis zur Einstellung der Produktion 2002 verbaut. Die Leistung des Motors wurde für den deutschen (europäischen) Markt auf 72 kW (98 PS) zurückgenommen, bedingt durch den Einsatz einer Abgasrückführung, um die geltenden Gesetzesvorschriften einzuhalten.
Die Modelle wurden bis zum Jahre 1993 nur unwesentlich modifiziert (ab 1988 eckige Frontscheinwerfer, Grill, Reserveradhalterung und aus gesetzlichen Gründen herabgesetzte Rückleuchten ab Modelljahr 1992).
Ab 1993 gab es dann eine umfassende Modifizierung, wobei die Modelle F73, F78, F85 die Modelle F70, F75 und F85RV ablösten. Außer der teilweise überarbeiteten Karosserie wurden die Achsaufhängungen geändert; der Rocky bekam Einzelradaufhängung mit doppelten Querlenkern und Drehstabfederung an der Vorderachse, hinten blieb die Starrachse – allerdings mit Schraubenfedern und Stabilisator. Ferner wurden Kombi-Instrumente verbaut, der offene Rocky wurde nicht mehr angeboten.

1997 wurde die Produktion für den japanischen Heimatmarkt eingestellt. Das Exportmodell wurde noch bis 2002 hergestellt. In Indonesien wurde der Taft noch bis in das Jahr 2007 hinein gebaut.

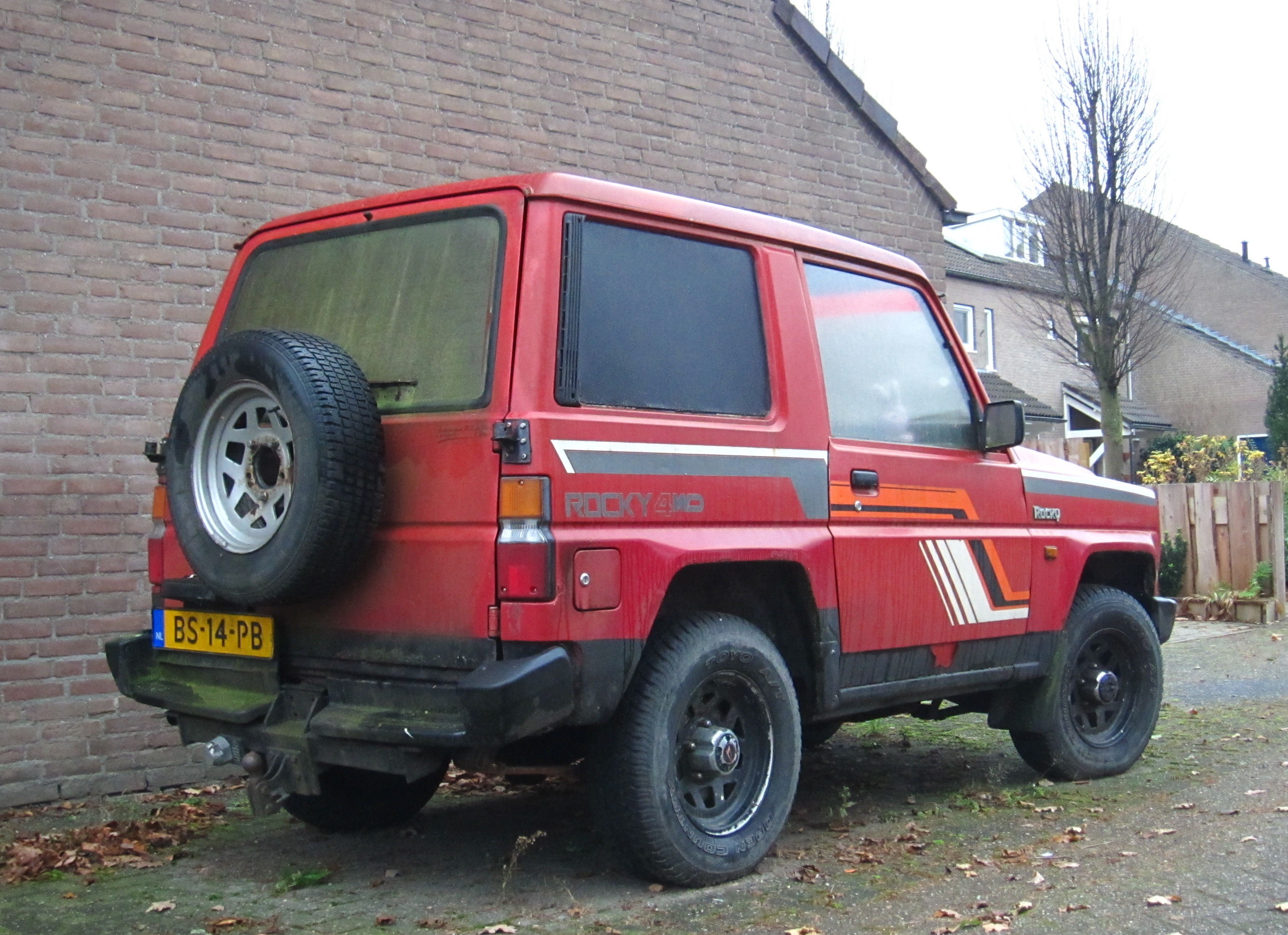
Heckansicht
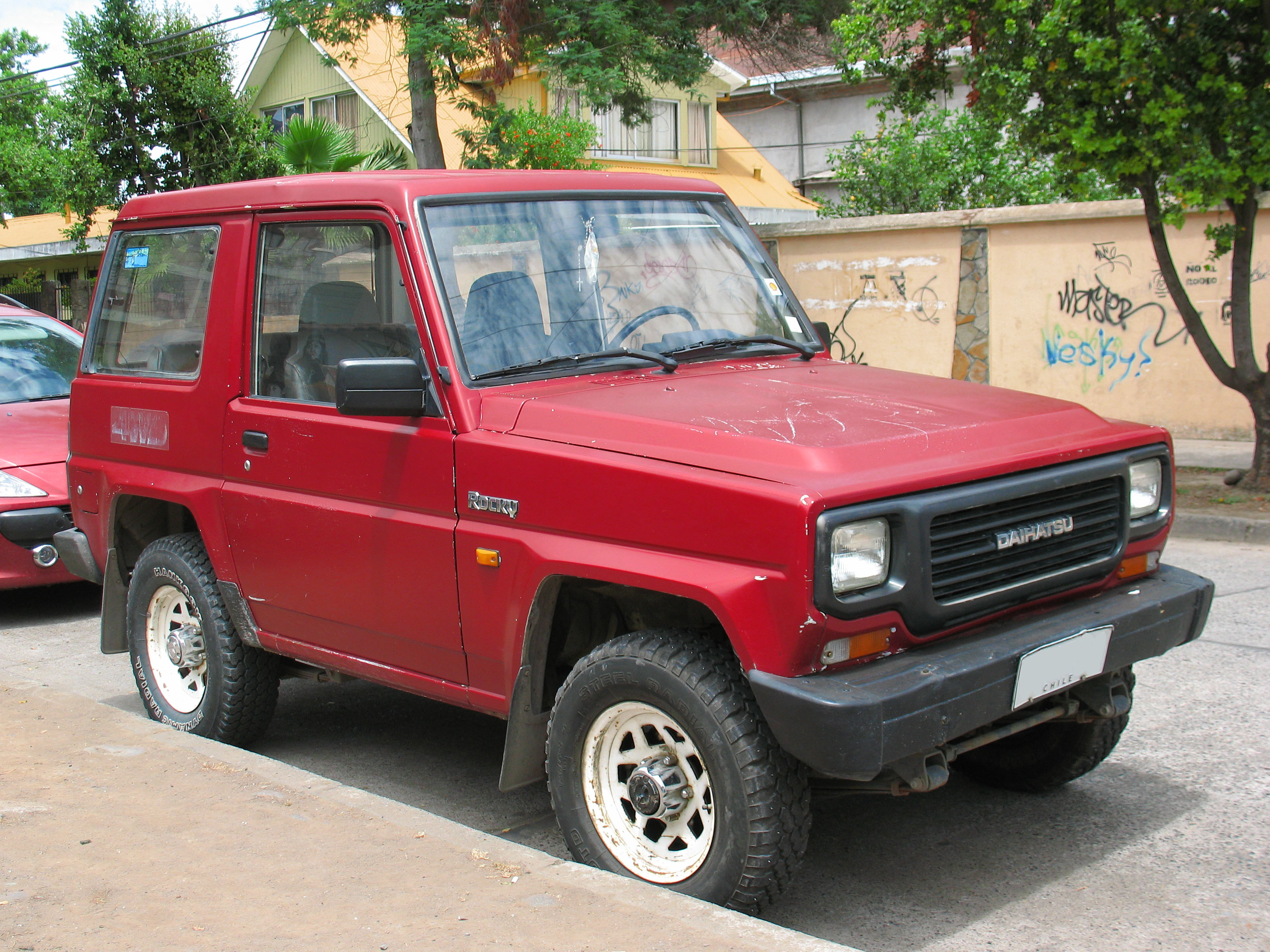
Facelift (1988)
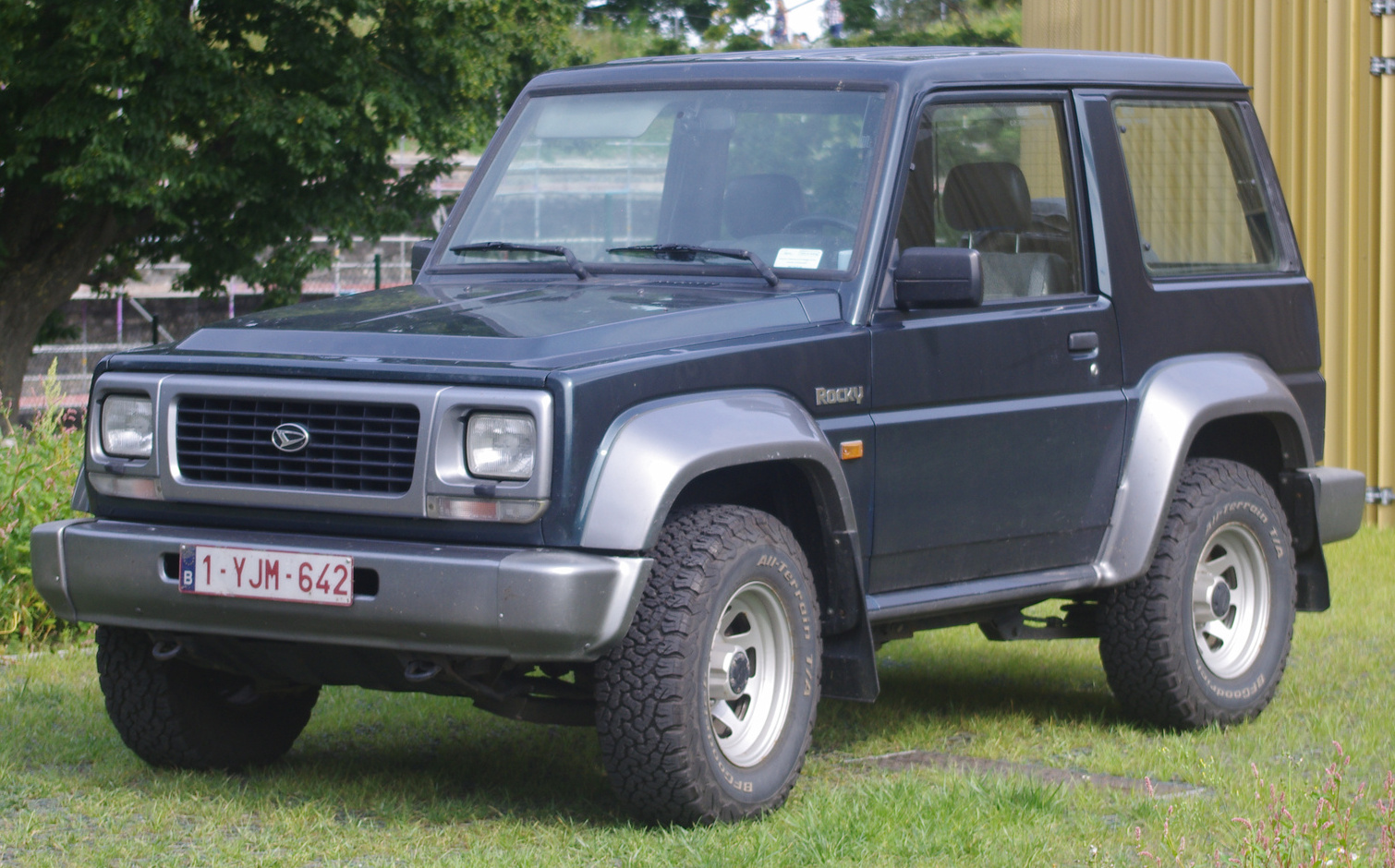
Facelift (1993)
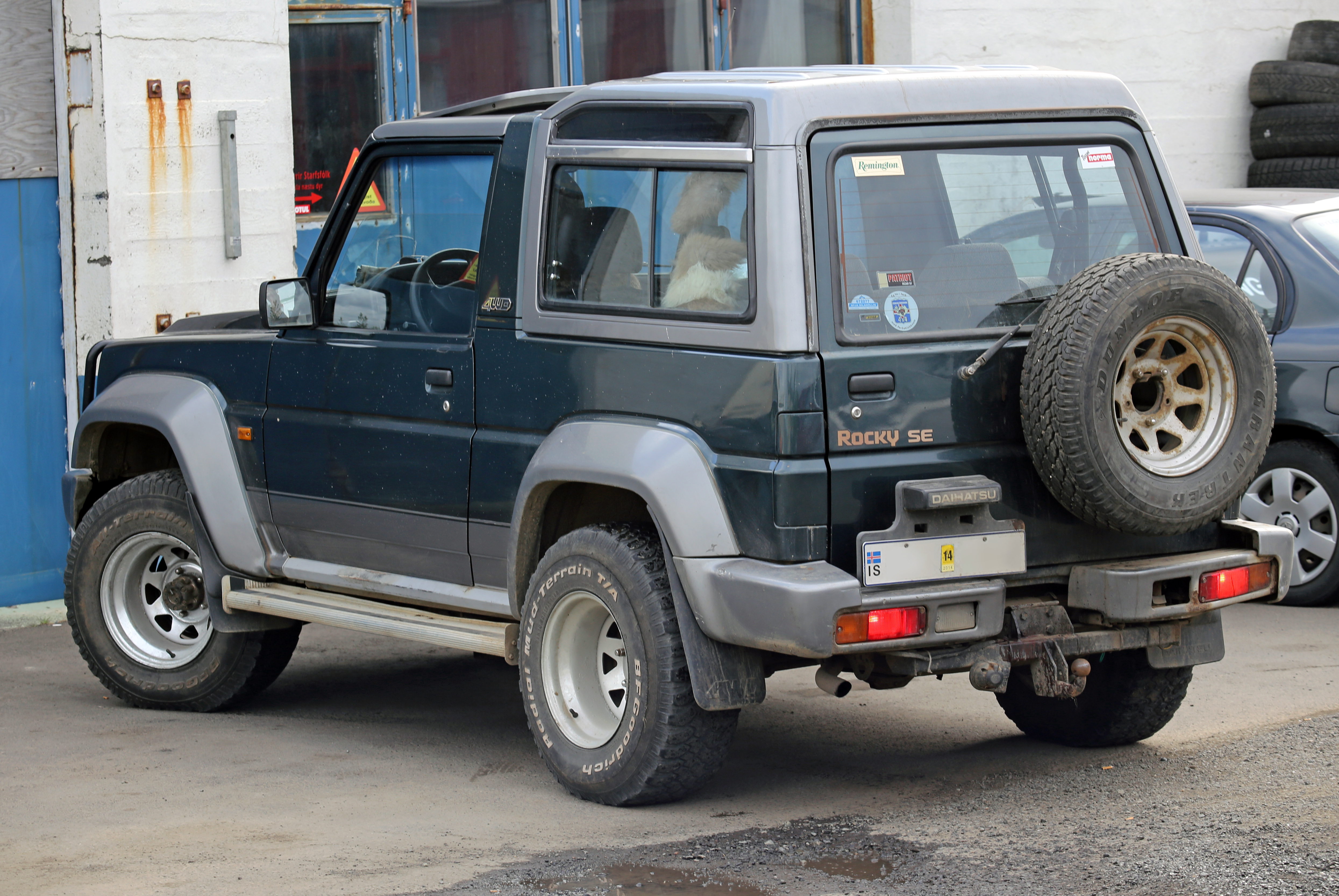
Heckansicht

## 2. Generation (seit 2019)
Auf der Tokyo Motor Show im Oktober 2019 präsentierte Daihatsu eine neue Generation des Rocky. Es baut auf einer neu eingeführten Daihatsu New Global Architecture (DNGA) Plattform auf. Der ebenfalls im Herbst 2019 vorgestellte Toyota Raize ist baugleich zum Rocky. Angetrieben wird die Baureihe von einem aufgeladenen 1,0-Liter-Reihendreizylinder-Ottomotor mit 72 kW (98 PS) oder einem 1,2-Liter-Ottmotor mit 65 kW (88 PS). Im Herbst 2021 folgte noch eine Hybridversion. Bei ihr fungiert der ein 60 kW (82 PS) starker 1,2-Liter-Ottomotor als Generator für den Elektromotor. Dieser leistet 78 kW (106 PS) und treibt die Räder an. Für den malaiischen Markt wurde das Fahrzeug im März 2021 als Perodua Ativa mit dem gleichen Antrieb vorgestellt. Seit April 2021 werden Rocky und Raize auch in Indonesien vermarktet. Im November 2022 wurde die Baureihe auch als Subaru Rex vorgestellt. Für ihn steht nur der 1,2-Liter-Benziner zur Verfügung.

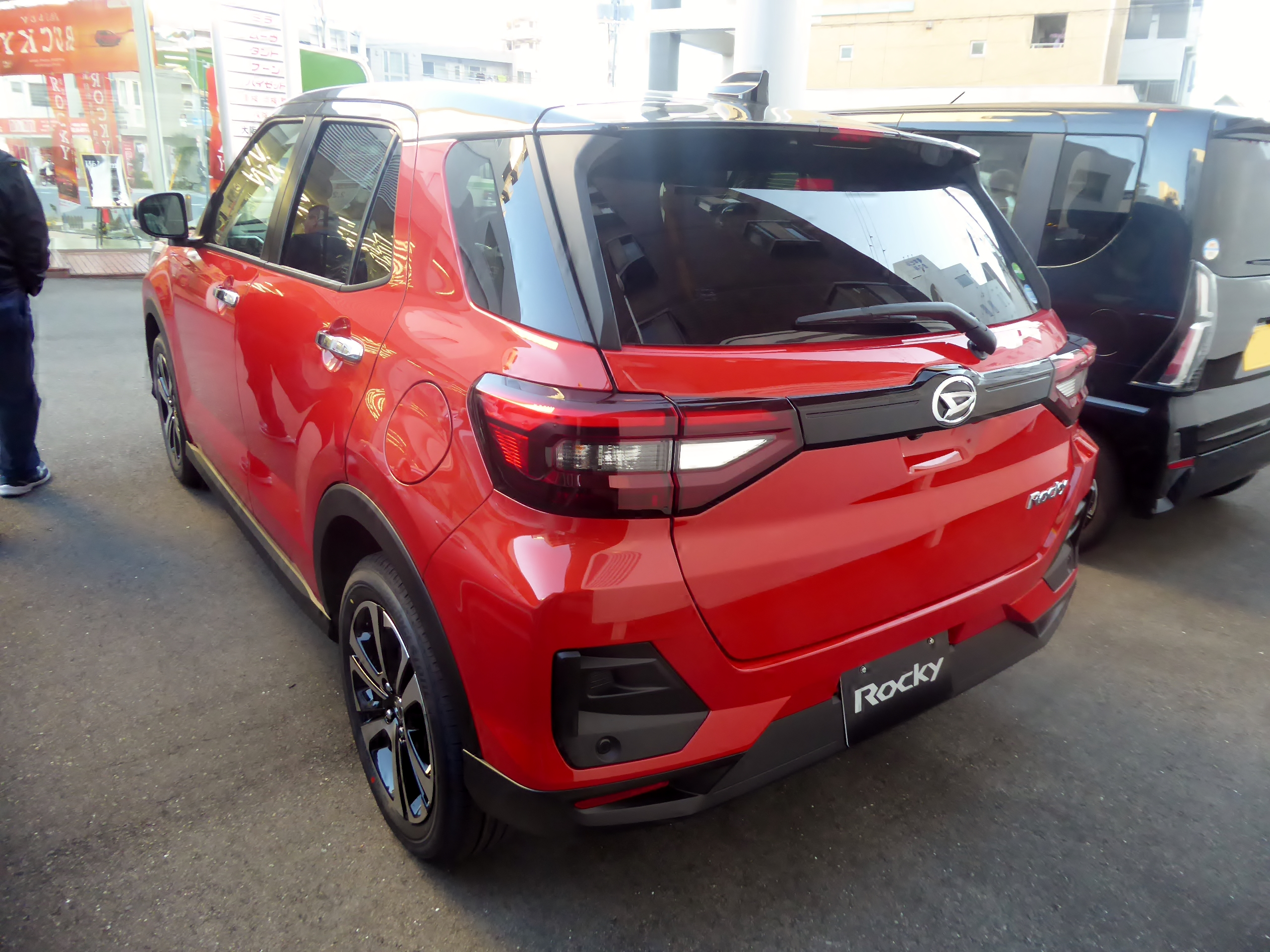
Heckansicht
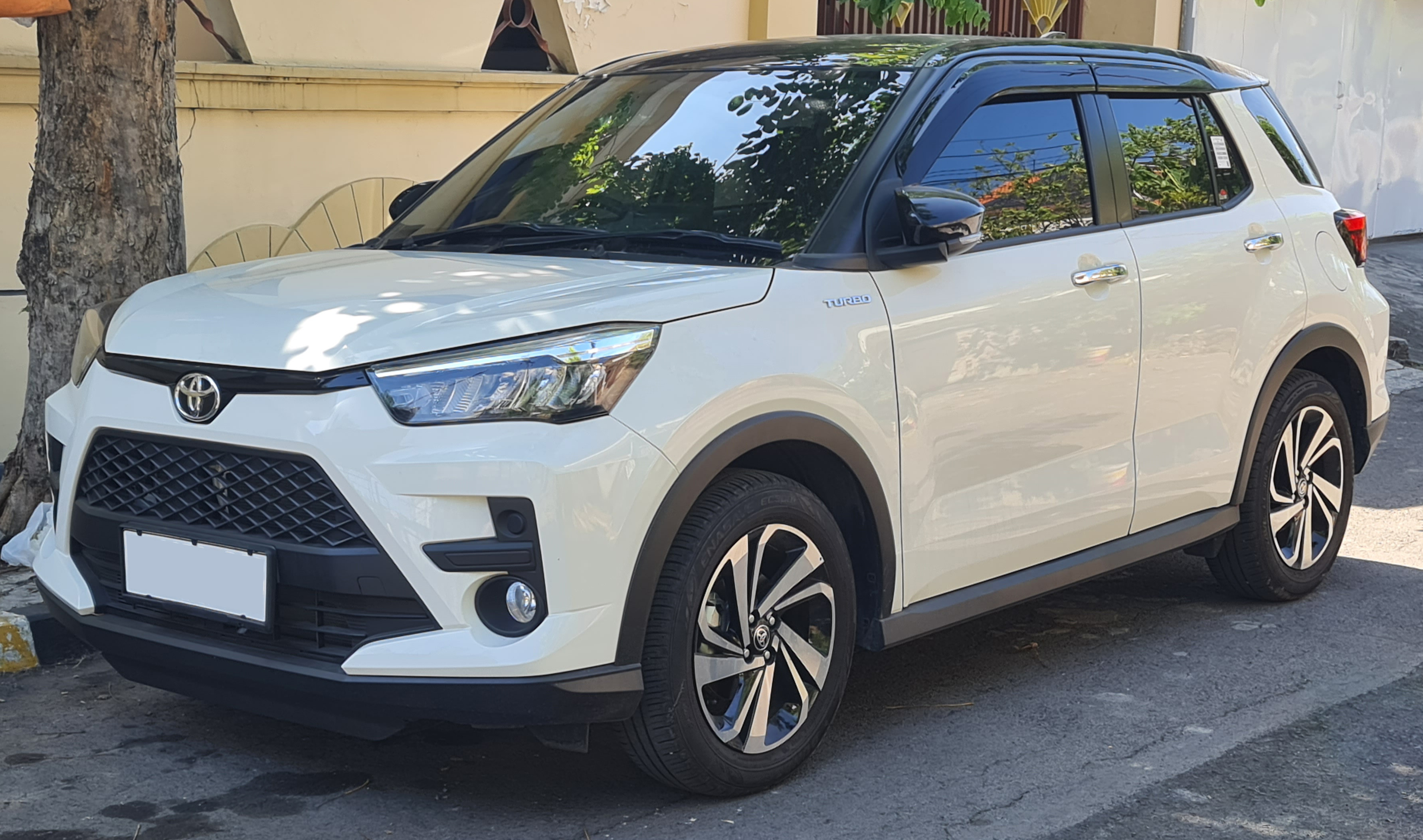
Toyota Raize
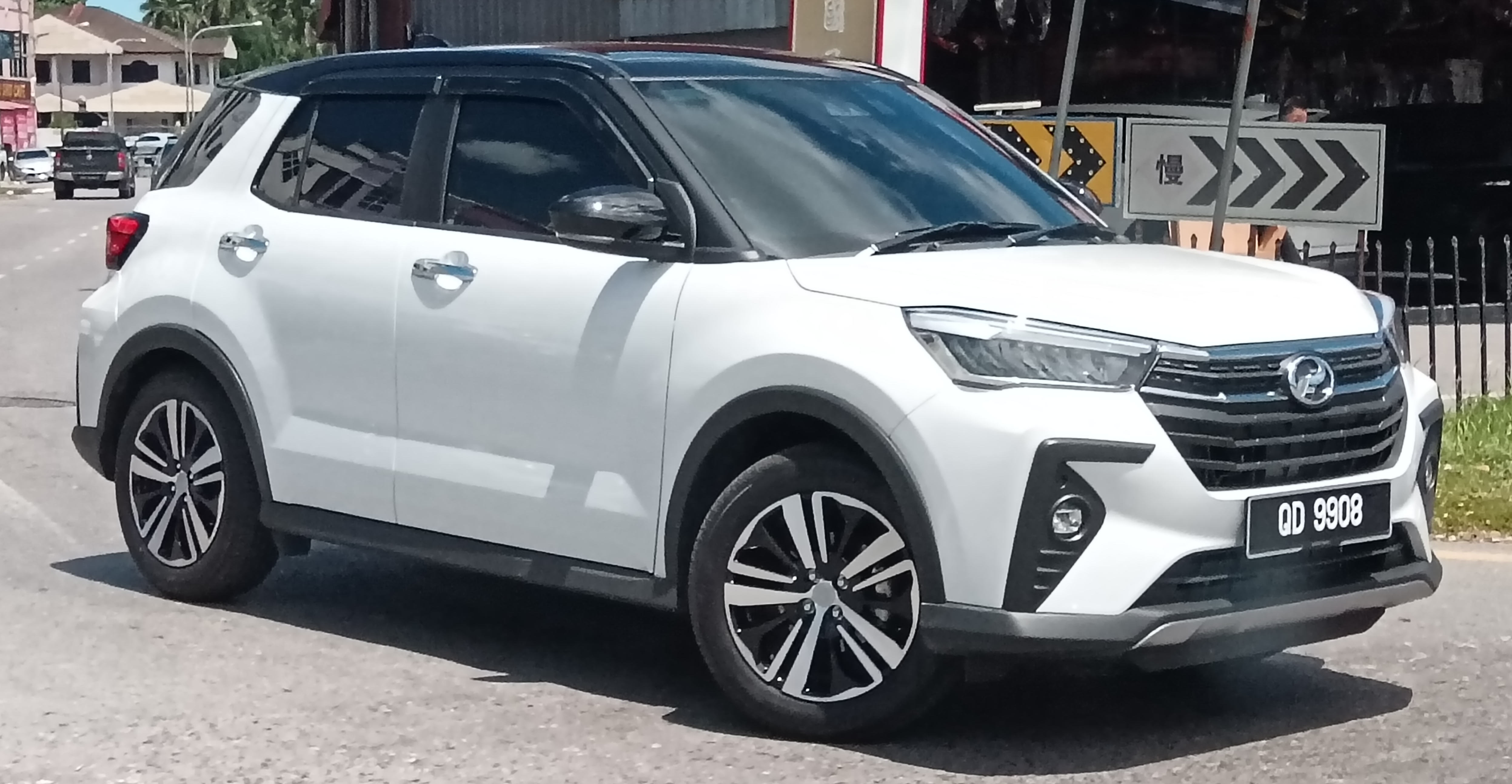
Perodua Ativa
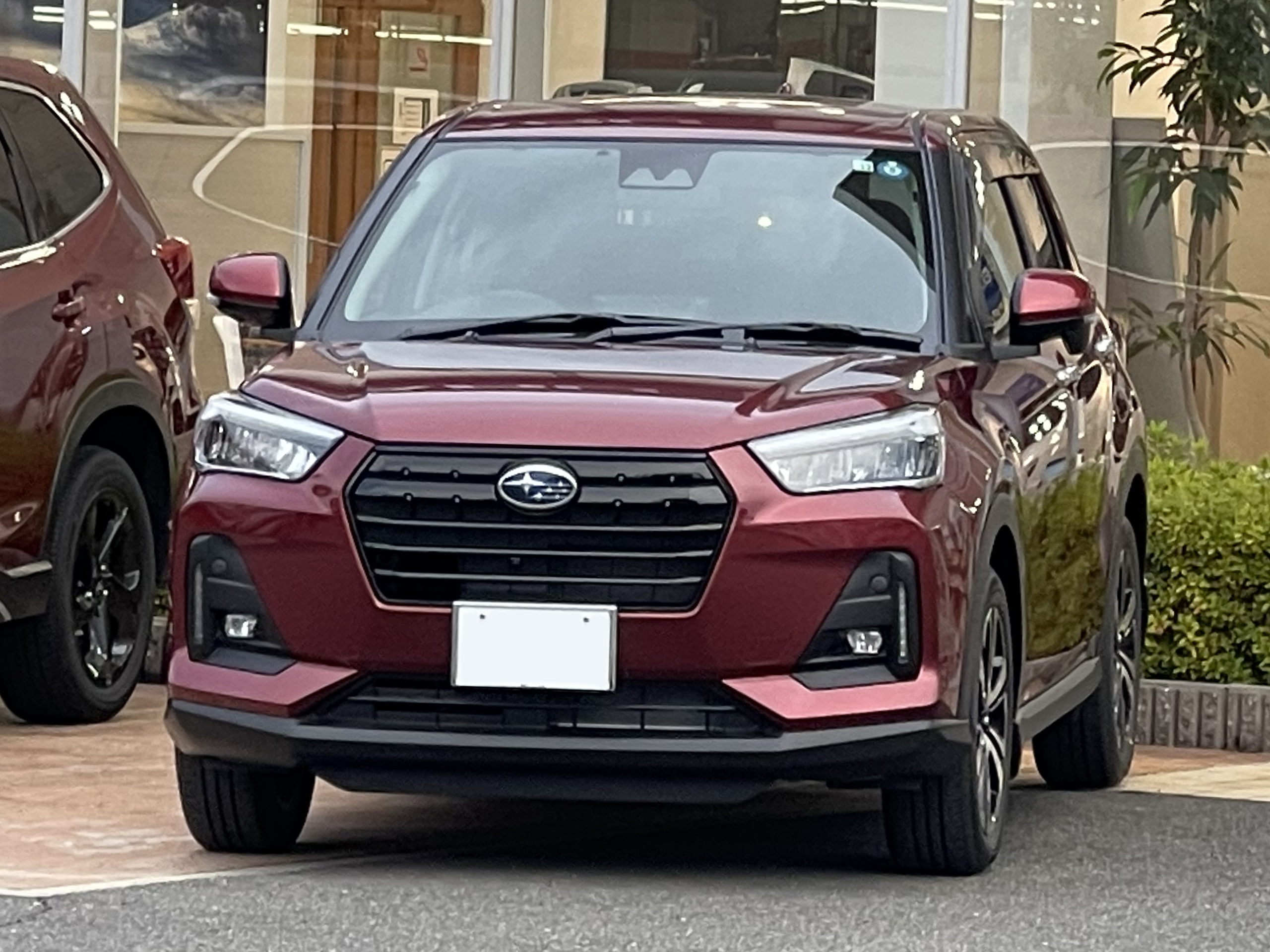
Subaru Rex

## Erfolge im Rennsport
- 1985er Paris-Dakar-Rallye: dritter Platz in der Gesamtwertung
- 1985/1986er Wynn’s Safari-Rallye (Australien): Klassensieger

## Nachbauten
Der Rocky (F75) wurde auch als Lizenzbau von Bertone unter dem Namen Freeclimber mit BMW-Motoren und hochwertiger Innenausstattung vertrieben. Die Aufbauten wurden von Bertone durch Verzinken besser rostgeschützt.